# Guanhães
Guanhães este un oraș în Minas Gerais (MG), Brazilia.